# ترويض الخيول

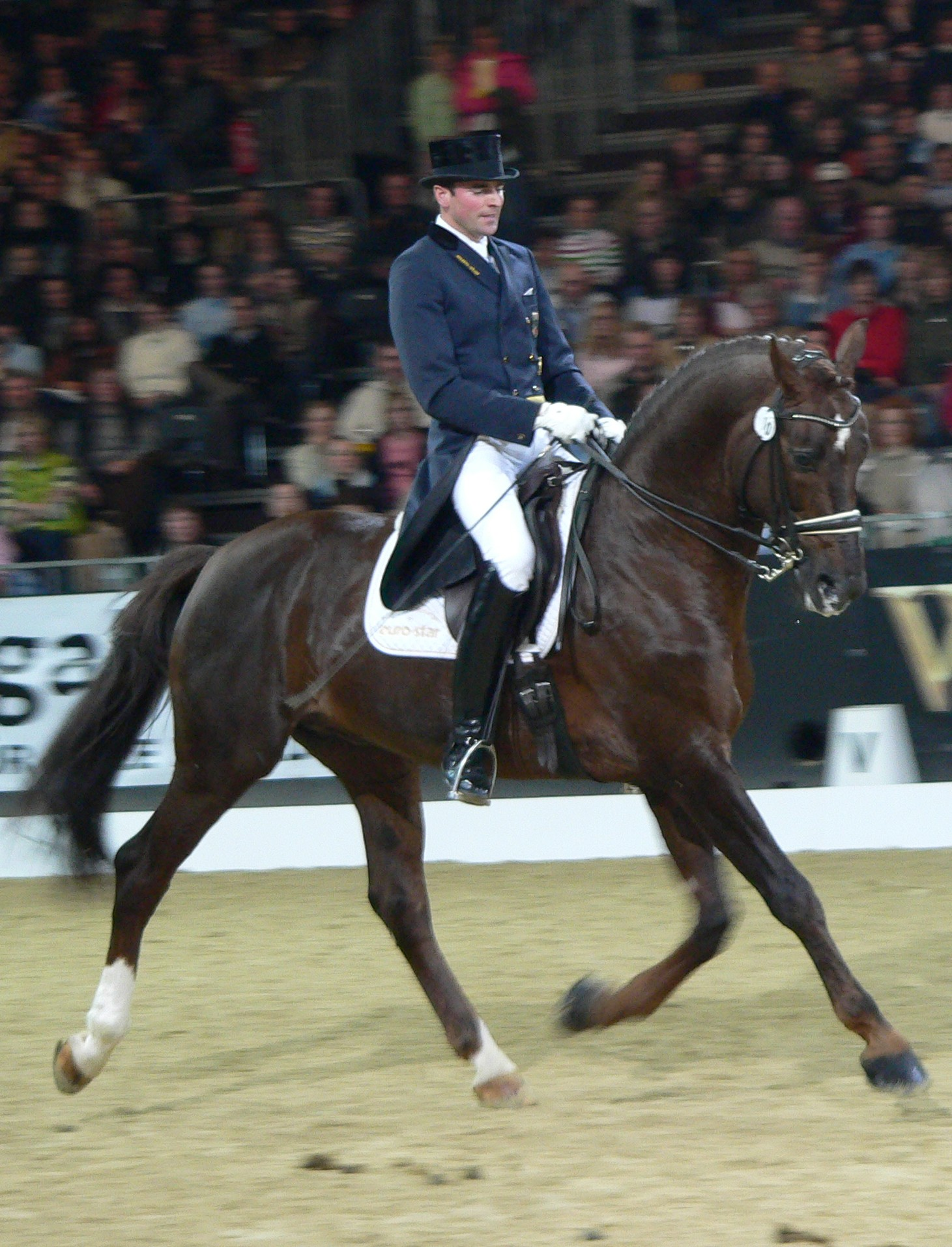
أحد متسابقي ترويض الخيول يؤدي هرولة ممتدة.

ترويض الخيول هي إحدى رياضات الفروسية التنافسية، يعرّفها الاتحاد الدولي للفروسية بأنها «تمثل أسمى تعبير عن تدريب الخيول»، حيث «يُتوقع أن يؤدي كل من الفارس والحصان سلسلة من التحركات المحددة مسبقًا والمحفوظة في الذاكرة» وتُقام المنافسات في كل المستويات من الهواة وحتى بطولة ألعاب الفروسية العالمية. تهدف هذه المسابقات من خلال أساليب التدريب المتقدمة إلى تطوير القدرة الرياضية الطبيعية لدى الحصان واستعداده للأداء، بحيث يحقق أعلى مستوى أداء حصان سباق. وفي قمة تطور الأداء الترويضي للحصان، سيستجيب الحصان بمرونة فائقة إلى حركات المساعدة البسيطة من الفارس الماهر. وسيبدو الفارس في هذه المسابقات وكأنه لا يبذل أي مجهود بل ومسترخ تمامًا بينما يقوم الحصان تلقائيًا بأداء التحركات المطلوبة. ويشار إلى رياضة ترويض الخيول أيضًا باسم «باليه الخيول». وعلى الرغم من أن جذور تلك الرياضة تعود إلى قارة أوروبا، فإن ترويض الخيول اعتُرف به للمرة الأولى كرياضة مهمة من رياضات الخيول في أثناء عصر النهضة. وطور الفرسان الرواد الأوروبيون في تلك الفترة منظومة تدريبية تتابعية لم يطرأ عليها تغييرات كبرى لاحقًا. ولا يزال ترويض الخيول الكلاسيكي أساس رياضة ترويض الخيول الحديثة.
في مسابقات ترويض الخيول الحديثة، يبرهن الفارس على مدى قدرته على التدريب في كل المستويات من خلال أداء «الاختبارات»، وهي عبارة عن مجموعة محددة من التحركات التي ينبغي أن يؤديها الحصان في حدود مساحة معينة. يقيّم الحكام كل حركة على أساس معيار موضوعي مناسب لمستوى الاختبار ويعطون لكل حركة درجة من مقياس من صفر إلى عشرة – حيث يشير الصفر إلى أن الحركة «لم تُؤد من الأساس» بينما يحصل الفارس الذي يؤدي الحركة بشكل «ممتاز» على الدرجات العشر كاملة. وتشير النقاط التسع إلى أن الحركة كانت جيدة للغاية وتعد درجة عالية، بينما يحق للمتسابق الذي يحقق ست درجات (أو 60% إجمالاً) أن ينتقل إلى المستوى التالي.

## وصلات خارجية
- Federation Equestre Internationale (FEI)
- US Equestrian Federation
- US Dressage Federation
- British Dressage
- Dressage Canada نسخة محفوظة 1 مارس 2001 على موقع واي باك مشين.
- Equestrian Federation of Kazakhstan Russian – Equestrian Federation of Kazakhstan نسخة محفوظة 27 يوليو 2009 على موقع واي باك مشين. English
- Spanish Riding School نسخة محفوظة 4 مارس 2009 على موقع واي باك مشين.